# Mistrzostwa Rosji w piłce siatkowej mężczyzn
Mistrza Rosji wyłania się od 1992 roku. Wcześniej rozgrywano mistrzostwa o tytuł Związku Radzieckiego.

## Zdobywcy Mistrzostwa Rosji
- 1993 - Automobolist Sankt Petersburg
- 1994 - CSKA Moskwa
- 1995 - CSKA Moskwa
- 1996 - CSKA Moskwa
- 1997 - Lokomotiw Biełgorod
- 1998 - Lokomotiw Biełgorod
- 1999 - Izumrud Jekaterynburg
- 2000 - Lokomotiw Biełgorod
- 2001 - MGTU Moskwa
- 2002 - Lokomotiw Biełgorod
- 2003 - Lokomotiw Biełgorod
- 2004 - Lokomotiw Biełgorod
- 2005 - Lokomotiw Biełgorod
- 2006 - Dinamo Moskwa
- 2007 - Dinamo Kazań
- 2008 - Dinamo Moskwa
- 2009 - Zienit Kazań